# Westport (Indiana)
Westport es un pueblo ubicado en el condado de Decatur en el estado estadounidense de Indiana. En el Censo de 2010 tenía una población de 1379 habitantes y una densidad poblacional de 399,43 personas por km².

## Geografía
Westport se encuentra ubicado en las coordenadas 39°10′40″N 85°34′30″O / 39.17778, -85.57500. Según la Oficina del Censo de los Estados Unidos, Westport tiene una superficie total de 3.45 km², de la cual 3.42 km² corresponden a tierra firme y (0.98%) 0.03 km² es agua.

## Demografía
Según el censo de 2010, había 1379 personas residiendo en Westport. La densidad de población era de 399,43 hab./km². De los 1379 habitantes, Westport estaba compuesto por el 98.48% blancos, el 0.07% eran afroamericanos, el 0.22% eran amerindios, el 0.15% eran asiáticos, el 0% eran isleños del Pacífico, el 0% eran de otras razas y el 1.09% pertenecían a dos o más razas. Del total de la población el 0.94% eran hispanos o latinos de cualquier raza.